# Radoslav Rogina
Radoslav Rogina (Varaždin, 3 de marzo de 1979) es un ciclista croata. 

## Biografía
En 2000 participó en el Campeonato Mundial de Ciclismo en Ruta, en Plouay en Francia. Quedó en el puesto 66.º de la prueba en línea sub-23. De nuevo participó en el Campeonato Mundial de Ciclismo en Ruta de 2001 en Lisboa en Portugal. Se clasificó en el puesto 31.º de la prueba en línea sub-23.
Debutó como profesional en 2002 con el equipo esloveno Perutnina Ptuj. Fue campeón de Croacia en ruta y campeón de Croacia en contrarreloj en 2003. En 2004, fichó por el equipo italiano Tenax, con el cual participó en el Giro de Italia 2004. Volvió con el equipo Perutnina Ptuj en 2006. En 2009 fichó por el equipo croata Loborika. Por segunda vez se convirtió en campeón de Croacia en ruta en 2010.
En diciembre de 2020 anunció su retirada a los 41 años de edad.

## Palmarés
| 1999 - 2.º en el Campeonato de Croacia en Ruta 2000 - 3.º en el Campeonato de Croacia en Contrarreloj 2001 - 1 etapa del Gran Premio de Kranj - 2.º en el Campeonato de Croacia en Ruta 2002 - 3.º en el Campeonato de Croacia en Ruta - 2.º en el Campeonato de Croacia en Contrarreloj 2003 - Campeonato de Croacia en Ruta - Campeonato de Croacia en Contrarreloj - The Paths of King Nikola, más 1 etapa 2004 - 2.º en el Campeonato de Croacia en Ruta - 2.º en el Campeonato de Croacia en Contrarreloj 2005 - 2.º en el Campeonato de Croacia en Ruta 2006 - The Paths of King Nikola, más 1 etapa 2007 - Tour de Croacia - 1 etapa de la Vuelta a Serbia - Gran Premio de Schwarzwald - 2.º en el Campeonato de Croacia en Ruta 2008 - 1 etapa de la Vuelta a Eslovenia - 2 etapas de la Vuelta a Serbia | 2009 - Trofeo Internacional Bastianelli - The Paths of King Nikola, más 1 etapa - 2.º en el Campeonato de Croacia en Ruta 2010 - Campeonato de Croacia en Ruta - 1 etapa del Istrian Spring Trophy - 1 etapa de la Vuelta a Marruecos - 1 etapa de la Vuelta al Lago Qinghai 2012 - 1 etapa del Szlakiem Grodów Piastowskich 2013 - Gran Premio Sencur - Vuelta a Eslovenia, más 1 etapa - 2.º en el Campeonato de Croacia en Ruta 2014 - Raiffeisen G. P. - Campeonato de Croacia en Ruta - Tour de Sibiu, más 1 etapa 2015 - Vuelta al Lago Qinghai 2016 - Campeonato de Croacia en Ruta 2019 - 2.º en el Campeonato de Croacia en Ruta |

## Resultados en Grandes Vueltas y Campeonatos del Mundo
| Carrera         | Carrera         | 2002 | 2003 | 2004 | 2005 | 2006 | 2007 | 2008 | 2009 | 2010 | 2011  | 2012 | 2013 | 2014 | 2015  | 2016 | 2017 | 2018 | 2019 | 2020 |
| --------------- | --------------- | ---- | ---- | ---- | ---- | ---- | ---- | ---- | ---- | ---- | ----- | ---- | ---- | ---- | ----- | ---- | ---- | ---- | ---- | ---- |
|                 | Giro de Italia  | —    | —    | 86.º | —    | —    | —    | —    | —    | —    | —     | —    | —    | —    | —     | —    | —    | —    | —    | —    |
|                 | Tour de Francia | —    | —    | —    | —    | —    | —    | —    | —    | —    | —     | —    | —    | —    | —     | —    | —    | —    | —    | —    |
|                 | Vuelta a España | —    | —    | —    | —    | —    | —    | —    | —    | —    | —     | —    | —    | —    | —     | —    | —    | —    | —    | —    |
| Mundial en Ruta | Mundial en Ruta | —    | 94.º | —    | —    | 59.º | 20.º | —    | —    | 46.º | 140.º | 58.º | Ab.  | —    | 108.º | —    | —    | —    | —    | —    |

—: no participa

Ab.: abandono